# Josef Postránecký
Josef Postránecký (* 26. června 1961 Mladá Boleslav) je český úředník a geograf, v letech 2015 až 2020 náměstek ministra vnitra pro státní službu (tzv. „superúředník“), v letech 2001 až 2006 náměstek ministra vnitra ČR pro reformu veřejné správy.

## Život
Vystudoval gymnázium v Mnichově Hradišti a následně v letech 1980 až 1985 obor ekonomická a regionální geografie na Přírodovědecké fakultě Univerzity Karlovy v Praze (diplomová práce Funkční klasifikace nestřediskových sídel okresu Mladá Boleslav, vedoucí práce Zdeněk Čermák). V roce 1987 úspěšně složil rigorózní zkoušku a získal tak titul RNDr. a později složil i III. stupeň vědeckotechnické atestace. V roce 1994 absolvoval čtyřměsíční postgraduální kurz Master of Public Administration na Economische Hogeschool Sint-Aloysius v Bruselu a získal titul MPA.
V letech 1985 až 1986 byl na studijním pobytu v Ústavu prognózování ČSR při VŠE v Praze, kde následně nastoupil jako vědecko-výzkumný pracovník. Nejdříve byl zaměstnán v útvaru prostorových a ekologických prognóz, po reorganizaci v útvaru základního výzkumu. V roce 1991 se tato instituce proměnila v Ústav pro hospodářskou politiku, pracoval v něm do roku 1992.
V letech 1992 až 1998 byl odborným asistentem na Katedře veřejné správy a regionálního rozvoje Národohospodářské fakulty VŠE v Praze (na katedře dosud externě pracuje). V roce 1998 působil jako poradce vicepremiéra pro hospodářskou politiku Pavla Mertlíka. Ještě v témže roce byl jmenován do funkce vrchního ředitele sekce regionální politiky a evropské integrace na Ministerstvu pro místní rozvoj ČR. O dva roky později se stal ředitelem odboru koncepce regionálního rozvoje na MMR ČR.
Mezi lety 2001 a 2006 působil jako náměstek ministra vnitra ČR pro reformu veřejné správy.
V roce 2007 se vrátil na Ministerstvo pro místní rozvoj ČR jako ředitel odboru rozvoje a strategie regionální politiky. Na MMR ČR působil do roku 2014, kdy se stal ředitelem kanceláře náměstka ministra vnitra ČR pro ekonomiku, strategie a evropské fondy. Usnesením vlády č. 314/2020 ze dne 30. března 2020 byl vládou České republiky jmenován na služební místo státního tajemníka v Ministerstvu vnitra na dobu 5 let.
Josef Postránecký je ženatý s Evou Postráneckou.

## Náměstek pro státní službu
Na přelomu let 2014 a 2015 se přihlásil do opakovaného výběrového řízení na post náměstka ministra vnitra pro státní službu. V lednu 2015 postoupil mezi tři finalisty společně s tajemnicí třebíčského městského úřadu Simeonou Zikmundovou a ředitelem odboru strukturálních fondů na Ministerstvu průmyslu a obchodu ČR Břetislavem Grégrem. Dne 28. ledna 2015 ho na svém jednání do funkce tzv. superúředníka schválila vláda ČR (pro bylo 15 ministrů, proti nikdo).
Náměstkem ministra vnitra pro státní službu se stal od 1. února 2015. O den později složil slib do rukou premiéra ČR Bohuslava Sobotky a na šest let se ujal úřadu. Protože není možnost prodloužení jeho mandátu a Postráneckému by chybělo několik let do důchodu, tak se před ukončením svého působení přihlásil do výběrového řízení na pozici státního tajemníka na MV, byť měl ze své pozice vybírat členy komise na tento post. Svoje působení ukončil ke dni 6. dubna 2020 a nastoupil na Ministerstvo vnitra ČR jako státní tajemník.